# Внешняя политика Люксембурга
Внешняя политика Люксембурга — общий курс Люксембурга в международных делах. Внешняя политика регулирует отношения Люксембурга с другими государствами. Реализацией этой политики занимается министерство иностранных дел Люксембурга.

## История
В 1921 году Люксембург и Бельгия сформировали Бельгийско-Люксембургский экономический союз (БЛЭС) для создания взаимозаменяемой валюты и общего таможенного режима. После окончания Второй мировой войны Люксембург стал государством-основателем Организации Объединённых Наций и отказался от политики нейтралитета, став государством-основателем НАТО. Люксембург расширил поддержку европейской интеграции, став государством-основателем Бенилюкса и одним из «Внутренней Шестёрки» государств-основателей трёх Европейских сообществ: Европейское объединение угля и стали (ЕОУС), Европейское сообщество по атомной энергии (Евратом) и Европейское экономическое сообщество (ЕЭС). 
Впоследствии Люксембург стал государством-основателем Европейского союза (ЕС), когда в 1993 году к нему были присоединены ЕЭС и ЕОУС. Люксембург является одним из основателей Шенгенской зоны, отменившей внутренние границы между государствами-членами, названной в честь люксембургской деревни Шенген, где в 1985 году было подписано первоначальное соглашение, включенное в законодательство ЕС. В то же время большинство люксембуржцев последовательно считали, что европейское единство имеет смысл только в контексте динамичных трансатлантических отношений, и поэтому традиционно проводили пронатовскую и проамериканскую внешнюю политику.
В Люксембурге располагаются: Европейский суд, Европейский инвестиционный банк, Европейская счётная палата, секретариата Европейского парламента, Статистического управления Европейской комиссии и других органов Европейского союза.